# Yên Khương
Yên Khương là một xã thuộc huyện Lang Chánh, tỉnh Thanh Hóa, Việt Nam.

## Địa lý
Xã Yên Khương nằm ở phía tây của huyện Lang Chánh, dọc theo hai bờ sông Thao, một chi lưu của sông Âm. Đây là xã biên giới duy nhất của huyện Lang Chánh, chiều dài đường biên là 7 km, có vị trí địa lý:
- Phía đông giáp xã Yên Thắng
- Phía nam giáp huyện Thường Xuân
- Phía tây giáp CHDCND Lào
- Phía bắc giáp xã Lâm Phú và huyện Quan Sơn.

Theo kết quả Tổng điều tra dân số năm 1999, dân số xã Yên Khương là 4.157 người.
Đến tháng 8 năm 2009, dân số của xã Yên Khương là 4.818 người. Thành phần dân tộc gồm: người Thái chiếm 98%, người Mường chiếm 0,15%, người Kinh chiếm 0,05%

## Hành chính
Xã Yên Khương được chia thành 12 bản: Xắng, Hằng, Khon (Pùng Chạng) (là nơi voi hay ăn cỏ), Muỗng, Yên Phong (Chiềng Nưa), Tứ Chiềng (Chiềng Quyn, Chiềng Kẽm), Yên Lập (Chiềng Nóc), Bôn, Chí Lý, Nặm Đanh, Mè, Giàng, Xã.

## Lịch sử
Vùng đất thuộc xã Yên Khương ngày nay, vào thời Lê thuộc động An Khương. Đến trước Cách mạng tháng Tám năm 1945 thuộc mường Đeng (Tày Đeng), tổng Yên Thọ, châu Lang Chánh.
Sau năm 1945, xã Yên Khương được thành lập.
Năm 1981, xã Yên Khương được chia thành hai xã là Yên Khương và Yên Thắng.